# Schwarzweiße Scheiben-Lorchel
Die Schwarzweiße Scheiben-Lorchel (Discina melaleuca, Syn.: Gyromitra melaleuca) ist eine Pilzart aus der Familie der Giftlorchelverwandten. Der zerstreut bis selten im Hügel- und Bergland wachsende Pilz bildet flach ausgebreitete Fruchtkörper.

## Merkmale

### Makroskopische Merkmale
Die flachen Fruchtkörper haben nach unten umgebogene oder schwach eingerollte Ränder. Sie sind hirnartig gewellt und runzelig mit niedergedrücktem, dem Boden fest aufgedrücktem Zentrum. Die unregelmäßig verbogenen Fruchtkörper erreichen Breiten von 2–8 cm. Ihre Fruchtschicht ist kastanienbraun bis braunschwarz gefärbt, wobei auch purpurartige Schattierungen möglich sind. Die Außenseite erscheint weißlich und zieht sich an der Unterseite in einem kurzen Stiel zusammen. Dieser ist nur 0,3–0,4 cm lang. Das wachsartige Fleisch ist gelblich bis leicht ocker gefärbt, etwas brüchig und besitzt keinen charakteristischen Geruch oder Geschmack.

### Mikroskopische Merkmale
Die Fruchtschicht (Hymenium) befindet sich auf der Oberfläche des Fruchtkörpers. Die Sporen sind unregelmäßig elliptisch, besitzen keine Anhängsel und messen 15–20 × (7,5) 9–10 (11) µm. Sie sind durchsichtig (hyalin) und enthalten im Inneren zwei bis drei Öltropfen. Ihre Oberfläche ist reif fein warzig ornamentiert. In den 310–350 × 12,5–15 µm großen Schläuchen (Asci) befinden sich jeweils acht Sporen. Die Paraphysen sind 5 µm, an der leicht keuligen Spitze 7–9 µm dick und haben einen leicht bräunlichen Inhalt.

## Artabgrenzung
Größere Fruchtkörper der Schwarzweißen Scheiben-Lorchel können mit dem allerdings chlorartig riechenden und heller gefärbten Aderigen Morchelbecherling (Disciotis venosa) verwechselt werden. Eine sehr ähnliche Art ist der Violettschwarze Dickbecherling (Pachyella violaceonigra), dessen Asci sich mit Iod blau verfärben.

## Ökologie und Phänologie
Die Schwarzweiße Scheiben-Lorchel kommt als Saprobiont selten in Laub- und Nadelwäldern vorzugsweise im Bergland vor. Die Fruchtkörper wachsen einzeln oder gesellig sowohl auf nacktem, lehmigem Boden als auch zwischen Laub- und Nadelstreu. Sie werden im Frühling gebildet.

## Bedeutung
Die Art ist aufgrund ihrer Seltenheit schonungsbedürftig; Angaben zur Genießbarkeit liegen nicht vor.